# Roberto Magris
 (avril 2020).
Il peut être nécessaire de l'améliorer pour respecter le principe de neutralité de point de vue. Veuillez consulter la page de discussion pour plus de détails.

Roberto Magris, né le 19 juin 1959 à Trieste, en Italie, est un pianiste, compositeur et arrangeur de jazz italien résident aux États-Unis.

## Biographie
Roberto Magris est né à Trieste le 19 juin 1959. Il a suivi des cours de piano entre quatre et seize ans et s'est intéressé au jazz après avoir écouté l'album d'Oscar Peterson  The Way I Really Play en 1977.
Dans les années 1980, Roberto Magris dirige le trio de jazz Gruppo Jazz Marca et enregistre trois albums, Comunicazione Sonora (1982), Aria di Città (1983) et Mitteleuropa (1986), réédité en 2006 par le label anglais Arision. En 1987, il fonde son quatuor italien, qui opère depuis près de 20 ans, effectuant des tournées en Europe, en Asie, en Australie et en Amérique du Sud et enregistrant deux albums, Life in Israel (édité par Jazzis), Maliblues et Live in Melbourne. Dans les années 1990, il fonde les groupes acid-jazz DMA Urban Jazz Funk et Alfabeats Nu Jazz, se produisant en Europe et en Amérique et enregistrant deux albums, Up To The Beat (2003) et Alfabeats Nu Jazz - Stones (2006). En 1998, Roberto Magris forme l'Europlane Orchestra (une entreprise de jazz d'Europe centrale parrainée par l'INCE-CEI Central European Initiative) comprenant plusieurs musiciens de jazz de divers pays d'Europe centrale. Avec l'Europlane Orchestra, il enregistre trois albums, Live At Zooest, Plays Kurt Weill et Current Views (publié par Soul Note).
En 2005, Roberto Magris s'associe au saxophoniste hongrois Tony Lakatos sur l'album Check-In (publié par Soul Note),. En 2006, Roberto Magris collabore avec le bassiste Art Davis et le batteur Jimmy « Junebug » Jackson sur l'album Kansas City Outbound (publié par JMood),. Cette même année, il collabore avec le saxophoniste alto Herb Geller sur l'album Il Bello del Jazz (publié par Soul Note) et quelques années plus tard, le JMood publie un autre album avec Herb Geller intitulé An Evening with Herb Geller & The Roberto Magris Trio - Live in Europe 2009,.
Aux États-Unis, Roberto Magris devient le directeur musical de JMood et enregistre également deux albums en hommage au trompettiste Lee Morgan,,, deux albums en trio avec Elisa Pruett et Albert « Tootie » Heath consacrés à la musique du pianiste Elmo Hope,, et une autre à l'héritage du saxophoniste alto Julian « Cannonball » Adderley. Il enregistre également un album à Los Angeles avec Idris Muhammad et les saxophonistes Paul Carr et Michael O'Neill, Mating Call, un album avec Philadelphian Sam Reed, un double CD en hommage à l'ère du bebop, Aliens in a Bebop Planet, trois albums avec son trio de Kansas City (Enigmatix,,, Need to Bring out Love, et World Gardens,).
Roberto Magris enregistre également deux albums à Miami, Roberto Magris Sextet Live in Miami @ The WDNA Jazz Gallery,,,, avec un groupe comprenant Brian Lynch, et Sun Stone,,, avec Ira Sullivan. Il enregistre également deux albums à Chicago, Suite!,,,, avec un groupe comprenant le trompettiste Eric Jacobson et le saxophoniste ténor Mark Colby, et Shuffling Ivories en duo avec le contrebassiste Eric Hochberg.
En Europe, Roberto Magris joue dans des festivals et des clubs de jazz avec le MUH Trio (Roberto Magris/František Uhlíř/Jaromir Helešic Trio), qui a sa base à Prague et enregistre les albums Prague After Dark en 2016, et A Step Into Light en 2020 (tous deux publiés par JMood).
Roberto Magris donne des concerts de piano solo et pour piano jazz, orchestre et cordes avec le Big Band Ritmo Sinfonica de Vérone et l'Orchestre Giovanile del Veneto, enregistrant l'album Restless Spirits - Big Band Ritmo-Sinfonica Città di Verona plays the music of Roberto Magris (délivré par Velut Luna).
La critique de jazz Ira Gitler écrit : « En tant que pianiste, [Magris] reflète certains de ses modèles les plus admirés – Wynton Kelly, Tommy Flanagan, Bill Evans, Kenny Drew, Jaki Byard, Randy Weston, McCoy Tyner, Andrew Hill, Paul Bley, Don Pullen et Steve Kuhn - (un groupe varié en effet) à sa manière. Il y a une main droite rapide et souple et les riches harmonies de la transition à deux mains dans son jeu qui n'invoquent pas nécessairement des comparaisons instantanées avec l'un des éléments ci-dessus ou d'autres.»

## Discographie
- Life in Israel, avec Larry Smith, Marco Castelli, Ofer Israeli, Luigi Rossi et Davide Ragazzoni (Jazzis, 1990)
- Music of Today, avec Martin Klingeberg, Achim Goettert-Zadek, Marco Castelli, Joerg Drewing, Albrecht Riermeier, Rudi Engel et Davide Ragazzoni (Splasch, 1992)
- Maliblues (Map, 1994)
- Check-In, avec Tony Lakatos, Michael Erian, Robert Balzar, Gabriele Centis et Fulvio Zafret (Soul Note, 2005)
- Il Bello del Jazz, avec Herb Geller, Darko Jurkovic, Rudi Engel et Gabriele Centis (Soul Note, 2006)
- Current Views, avec Philip Catherine, Bill Molenhof, Roberto Ottaviano, Vitold Rek a.o. (Soul Note, 2009)
- Kansas City Outbound avec Art Davis et Jimmy Junebug Jackson (JMood, 2008)
- Mating Call, avec Paul Carr, Michael O'Neill, Elisa Pruett et Idris Muhammad (JMood, 2010)
- Canzoni Italiane in Jazz (Pop-Eye, 2011)
- Morgan Rewind: A Tribute to Lee Morgan Vol. 1, avec Brandon Lee, Logan Richardson, Elisa Pruett et Albert "Tootie" Heath (JMood, 2012)
- One Night in with Hope and More Vol. 1, avec Elisa Pruett et Albert "Tootie" Heath (JMood, 2012)
- Aliens in a Bebop Planet, avec Matt Otto, Dominique Sanders, Brian Steever, Pablo Sanhueza et Eddie Charles (JMood, 2012)
- Ready for Reed - Sam Reed Meets Roberto Magris, avec  Sam Reed, Kendall Moore, Steve Lambert, Dominique Sanders, Brian Steever et Pablo Sanhueza (JMood, 2013)
- Cannonball Funk'n Friends, avec Hermon Mehari, Jim Mair, Dominique Sanders et Alonzo Scooter Powell (JMood, 2013)
- One Night in with Hope and More Vol. 2, avec Elisa Pruett, Brian Steever et Albert "Tootie" Heath (JMood, 2013)
- Morgan Rewind: A Tribute to Lee Morgan Vol. 2, avec Hermon Mehari, Jim Mair, Peter Schlamb, Elisa Pruett, Brian Steever et Pablo Sanhueza (JMood, 2013)
- An Evening with Herb Geller & The Roberto Magris Trio – Live in Europe 2009, avec Herb Geller, Nikola Matosic et Enzo Carpentieri (JMood, 2014)
- Enigmatix, avec Dominique Sanders, Brian Steever, Pablo Sanhueza et Monique Danielle (JMood, 2015)
- Need to Bring out Love, avec Dominique Sanders, Brian Steever, Julia Haile et Monique Danielle (JMood, 2016)
- Live in Miami @ The WDNA Jazz Gallery - Roberto Magris Sextet avec  Brian Lynch, Jonathan Gomez, Chuck Bergeron, John Yarling et Murph Aucamp (JMood, 2017)
- World Gardens, avec Dominique Sanders, Brian Steever et Pablo Sanhueza (JMood, 2018)
- Sun Stone, avec Ira Sullivan, Mark Colby, Shareef Clayton, Jamie Ousley, Rodolfo Zuniga (JMood, 2019)
- Suite!, avec Mark Colby, Eric Jacobson, Eric Hochberg, Greg Artry, PJ Aubree Collins (JMood, 2019)
- Live in Melbourne, avec Ettore Martin, Rob Severini, Enzo Carpentieri (RSP, 2020)
- Shuffling Ivories, avec Eric Hochberg (JMood, 2021)

### Avec  MUH Trio (Magris/Uhlir/Helesic Trio)
- Prague After Dark, avec František Uhlíř et Jaromir Helešic (JMood, 2017)
- A Step Into Light, avec František Uhlíř et Jaromir Helešic (JMood, 2020)

### Avec Gruppo Jazz Marca
- Comunicazione Sonora (IAF, 1982 - réédité par Arision, 2005)
- Aria di Città (IAF, 1983 - réédité par Arision, 2009)
- Mitteleuropa (Gulliver, 1986 – réédité par Arision, 2006)

### Avec Europlane Orchestra
- Live at Zooest (Zooest, 1998)
- Plays Kurt Weill, avec Ines Reiger (Pull, 2000)

### Avec Big Band Ritmo-Sinfonica Città di Verona
- Restless Spirits - Big Band Ritmo-Sinfonica Città di Verona plays the music of Roberto Magris (Velut Luna, 2009)

### Avec DMA Urban Jazz Funk
- DMA Urban Jazz Funk - Up to the Beat (Map, 2003)

### Avec Alfabeats Nu Jazz
- Alfabeats Nu Jazz - Stones (Oasis, 2006)